# Dr. No (película)
Dr. No (titulada El satánico Dr. No en Hispanoamérica y Agente 007 contra el Dr. No en España) es una película británica de 1962 dirigida por Terence Young y protagonizada por Sean Connery, Ursula Andress y Joseph Wiseman. Está basada en la novela homónima escrita por Ian Fleming, es la primera de la serie de películas de James Bond, y fue adaptada por Richard Maibaum, Johanna Harwood y Berkely Mather. La película fue producida por Albert R. Broccoli y Harry Saltzman, una asociación que continuaría hasta 1975.
En la película, James Bond es enviado a Jamaica para investigar la desaparición de otro agente británico. El rastro lo lleva a la base subterránea del Dr. Julius No, quien está conspirando para interrumpir un lanzamiento espacial tripulado estadounidense temprano desde Cabo Cañaveral con un arma de ondas de radio. Aunque es el primero de los libros Bond en ser llevado al cine, Dr. No no era la primera de las novelas de Fleming. La novela debut del personaje fue Casino Royale. Sin embargo, la película hace algunas referencias a los libros anteriores y algunos posteriories tales como, por ej., a la organización criminal SPECTRE, que no fue introducida sino hasta la novela Operación Trueno en 1961. 
Dr. No fue producida con un bajo presupuesto y fue un éxito financiero. Mientras que la reacción crítica al tiempo de su lanzamiento fue mixta, con el tiempo la película recibió una reputación como una de las mejores de la serie, siendo la primera de una larga serie de películas protagonizadas por el agente secreto James Bond. Dr. No lanzó también un género de películas sobre "agentes secretos" que floreció en los años sesenta. La película también generó un cómic y banda sonora como parte de su promoción y marketing.
Muchos de los aspectos icónicos de una típica película de James Bond se establecieron en Dr. No: la película comienza con una introducción al personaje a través de la vista de un cañón y una secuencia de títulos altamente estilizada, ambas creadas por Maurice Binder. El diseñador de producción Ken Adam creó un elaborado estilo visual que se convirtió en uno de los sellos de la serie.

## Argumento
El agente de la estación británica de la MI6 en Jamaica, John Strangways (Tim Moxon) y su secretaria, Mary Trueblood (Dolores Keator), son asesinados por tres asesinos conocidos como "los tres ratones ciegos" (Eric Coverley, Charles Edghill y Henry López). Los asesinos roban dos carpetas con documentos sobre Crab Key (Cayo Cangrejo) y el Dr. No.
En Londres, en el cuartel general del MI6 se esperaba la transmisión de costumbre de Strangways, pero al no contestar este, M (Bernard Lee) ordena alertar a su mejor agente, James Bond (Sean Connery), para determinar si la desaparición de Strangways está relacionada con su cooperación con la CIA o a un caso relacionado con la disrupción de lanzamientos de cohetes desde Cabo Cañaveral por interferencias de radio. James Bond se encuentra jugando al Bacará en el casino de un club hasta que es alertado disimuladamente y promete una cita a una hermosa mujer llamada Sylvia Trench (Eunice Gayson). Bond llega a la oficina de M donde le explican más de la situación y el Mayor Boothroyd (Peter Burton) le cambia su pistola de dotación, una Beretta M1934 por una Walther PPK debido a que esta última es más segura que la Beretta y con mayor impacto. Aun así Bond intenta llevarse la Beretta, pero M se lo impide. Más tarde llega a su apartamento de soltero donde tiene un ameno encuentro con Sylvia.
Al día siguiente Bond es enviado a Jamaica para comenzar la investigación. Una vez llegado a Kingston es vigilado secretamente por un hombre y por una extraña fotógrafa (Margaret LeWars). Cuando intenta tomar un taxi para ser llevado con el secretario de gobierno, Pleydell-Smith (Louis Blaazer), un chófer llamado Jones (Reginald Carter) lo espera, pero Bond desconfía y se cerciora llamando a la casa de gobierno de Jamaica y Smith confirma que no envió a nadie. Jones lleva a Bond, pero el agente observa que un coche los sigue y hace que Jones lo despiste. Una vez despistado, Bond lucha con Jones, lo interroga y Jones muerde un cigarro con cianuro. Más tarde Bond se dirige a la casa de gobierno, donde Smith lo recibe abiertamente. Posteriormente, Smith le revela que aun siendo amigo personal de Strangways no sabe nada del asesinato y sus motivos, pero conoce a otros dos amigos de ambos: el profesor Dent (Anthony Dawson), geólogo, y Potter (Colonel Burton), un general retirado, con quienes acostumbraba a jugar al bridge en un club privado. Bond y el comandante de la policía jamaicana, el superintendente Duff (William Foster-Davis), investigan la casa de Strangways y examinan la escena del crimen junto con una factura de los laboratorios Dent y una foto de Strangways con un pescador llamado Quarrel. Bond vuelve a su habitación del hotel donde toma medidas de seguridad y al rato Bond acude al club donde acostumbraban a jugar Strangways y sus amigos, quienes tampoco conocen los motivos del asesinato del agente. Dent menciona que había conocido a la secretaria de Strangways, y Smith cuenta que el agente sólo había hablado de pesca y bridge, pero nada inusual.
Poco después Bond se encuentra con Quarrel (John Kitzmiller) quien tampoco conoce los motivos del asesinato, aun siendo amigo de Strangways. Ambos se dirigen a un bar cercano al muelle donde Bond se enfrasca en una pelea con el pescador y con su aliado Puss Feller (Lester Pendergast), dueño del sitio, pero Bond es detenido por un agente de la CIA llamado Félix Leiter (Jack Lord). Entonces se presentan y descubren que están en la misma misión y que, además, Leiter es el hombre que había seguido a Bond desde el aeropuerto. La CIA ha rastreado las señales de interferencia de radio hasta Jamaica pero no pudieron determinar su origen exacto. Esa misma noche, Quarrel cuenta a Leiter y a Bond las actividades de Strangways las cuales de desarrollaban en las islas cercanas a Jamaica, entre ellas Crab Key. Mientras tanto son vigilados por la fotógrafa, a quien Bond interroga, pero al igual que Jones no le dice nada. Quarrel cuenta que Crab key es un sitio peligroso perteneciente al Dr. Julius No, un chino multimillonario que tiene en la isla una estación de radar y una mina de bauxita. Bond más tarde es blanco de un atentado por parte de los tres ratones ciegos quienes fracasan en su intento de matarlo.
Al día siguiente Bond se dirige a la oficina de Dent para preguntarle sobre las muestras de roca que Strangways sacó junto con Quarrel, pero Dent argumenta que solo son rocas comunes y corrientes y que no tienen valor alguno. Más tarde Dent se dirige a la instalación del Dr. No quien le ordena a Dent asesinar a Bond con una tarántula y, esa noche, Bond se dirige a su hotel a dormir donde siente la tarántula y la mata antes de que esta lo mate.

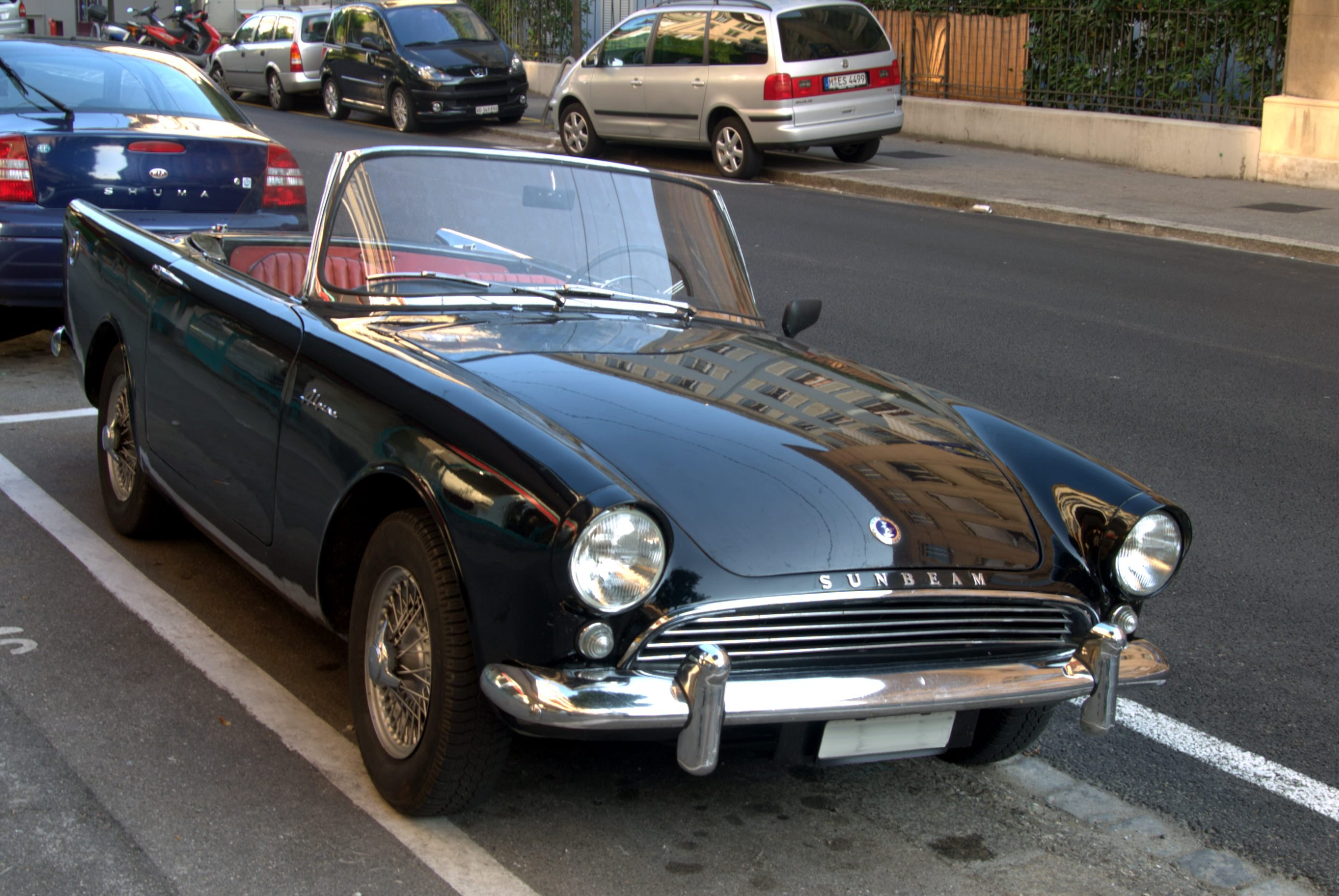
Vehículo utilizado por Sean Connery en su papel de James Bond durante la película.

A la mañana siguiente Bond se cita con Smith para obtener información del Dr. No y Crab key, pero las carpetas con los informes las tenía Strangways y fueron robadas por los asesinos del agente. Smith le muestra a Bond un paquete enviado desde Londres y al salir ve que la secretaria de Smith, Miss Taro (Zena Marshall), estaba escuchando detrás de la puerta, pero ésta argumenta que estaba buscando unos documentos. Bond invita a una cita a Taro. Bond y Quarrel prueban el paquete enviado desde Londres: un Contador Geiger para medir la radioactividad de las rocas traídas por Strangways cuyo rastro ha quedado en el bote de Quarrel. Bond y Leiter se proponen ir a Crab Key junto con Quarrel, pero este cuenta que existe un "Dragón" en la isla por lo cual tenía miedo de ir allí. Al llegar al hotel Bond recibe un mensaje de Miss Taro quien lo invita a su casa en la montaña. Bond acude a la cita siendo interceptado por los tres ratones ciegos que lo intentan matar, pero Bond en una rápida maniobra hace que el auto de los asesinos caiga por un barranco en la carretera. Bond logra llegar a casa de Taro quien, sorprendida, recibe a Bond y después recibe una llamada de Dent. Taro cuelga y pasa una tarde romántica con Bond. Bond pretexta llamar a un taxi intentando convencer a Taro de salir a cenar, pero ésta intenta retenerlo más tiempo en la casa. Poco después Taro es llevada en el taxi por el jefe de la policía Duff, siendo así engañada por Bond sabiendo de las intenciones de la mujer. Bond prepara todo para recibir a Dent, este entra y dispara con su Smith & Wesson contra la cama creyendo que Bond está allí. Bond lo interroga haciéndole arrojar su arma, Dent logra tomarla para luego darse cuenta de que no tenía munición, Bond lo asesina con su arma.
Más tarde Bond se reúne en el muelle con Leiter y Quarrel y los tres se dirigen a Crab Key, propiedad del Dr. No, el presunto asesino de Strangways. Bond le pide a Leiter que se vaya para que en caso de emergencia llame a los Marines. Bond y Quarrel desembarcan en Crab Key donde pasan la noche. Bond, al día siguiente, encuentra, vestida solo con un bikini blanco, a Honey Rider (Ursula Andress), una hermosa mujer comerciante de conchas las cuales vende a traficantes de Miami. Bond se gana la confianza de Rider y al rato Quarrel los alerta de que los guardias de la isla los han interceptado. Bond, Quarrel y Rider logran ocultarse de los guardias y más tarde logran también ocultarse de los perros con los que se aseguran de que no haya intrusos en la isla. Tras llegar a un escondite, Rider cuenta que su padre fue presuntamente asesinado por el Dr. No y por la noche cuando se preparan para salir ven al 'Dragón' mencionado por Quarrel; un vehículo blindado lanzallamas. Luego, mientras los tres inspeccionan la isla Crab Key, Quarrel, es asesinado por el "dragón" y Bond y Honey son tomados prisioneros en la guarida del enfermizo doctor, donde primero son descontaminados de la radiación atómica que hay en el pantano de la isla y, tras tomar un café en su habitación, caen dormidos ya que el café tenía una droga.
A la noche siguiente, en una cena organizada por el Dr. No (Joseph Wiseman), se enteran de su diabólico plan: sabotear naves espaciales en órbita del Proyecto Mercury en Cabo Cañaveral para dominar al mundo y causar un caos mundial. Esto es debido al rechazo tanto del este y como del oeste de sus servicios y su genio científico. El Dr. No. cuenta su historia; hijo de un misionero alemán y una mujer china, exmiembro de una banda criminal china llamada Tong que, después de hacer una gran fortuna; robando 10 millones de dólares en oro al sindicato Tong, y ser rechazado por los americanos y los soviéticos, se hizo agente de una organización terrorista llamada SPECTRE. También cuenta que perdió sus manos en un accidente radioactivo y por ello fueron reemplazadas por manos metálicas. Dr. No intenta reclutar a Bond pero falla, Honey es secuestrada y Bond después de ser torturado es puesto en una celda de la que logra escapar con dificultad. Bond logra infiltrarse en el centro de operaciones del Dr. No, disfrazándose de uno de los trabajadores del complejo y provocando luego una sobrecarga del reactor nuclear. Luego Bond se enfrasca en una lucha con el Dr. No y matando a este haciéndolo caer en el reactor nuclear (del cual no puede salir debido a sus manos metálicas). Bond destruye así el plan maestro de Dr. No y su base de operaciones, logra rescatar a Honey y huyen de la isla.
El bote de Bond y Honey se había quedado sin combustible siendo después rescatados por Leiter y los marines. Tras ser remolcados con una soga Bond la suelta para estar en medio del mar con Rider en un momento para estar juntos.

## Reparto
- Sean Connery - James Bond, agente británico de MI6, código 007.
- Ursula Andress - Honey Ryder, una buzo de conchas local, que se gana la vida vendiendo conchas jamaicanas a comerciantes en Miami.
  - La voz de Andress fue doblada por Nikki van der Zyl,[1] y su voz de canto doblada por Diana Coupland.[2] Ambas no fueron acreditadas.
- Joseph Wiseman - Dr. Julius No, miembro de SPECTRE
- Jack Lord - Felix Leiter, un agente de la CIA enviado para actuar de enlace con James Bond mientras está en Kingston.
- Bernard Lee - M: Director del Servicio Secreto Británico.
- John Kitzmiller - Quarrel, un isleño de las Islas Caimán que fue empleado por John Strangways para ir en secreto a Crab Key para recolectar muestras de rocas; también trabajó con Felix Leiter antes de la llegada de Bond.
- Anthony Dawson - Profesor R.J. Dent, un geólogo que ejerce en Kingston, que también trabaja en secreto para el Dr. No.
- Zena Marshall - Miss Taro, la secretaria del Sr. Pleydell-Smith en la Casa de Gobierno en Kingston. En realidad, es una agente doble que trabaja para el Dr. No.
- Eunice Gayson - Sylvia Trench, una mujer que conoce a Bond durante un juego de bacarrá en el club londinense Le Cercle.
  - La voz de Gayson fue doblada también por Nikki van der Zyl.[1]
- Lois Maxwell - Miss Moneypenny, secretaria de M.
- Peter Burton - Mayor Boothroyd, jefe de la sección Q, Boothroyd es contratado por M para reemplazar la Beretta M1934 de Bond con una Walther PPK. Esta fue la única aparición de Burton como Q.[3]
- Reginald Carter - Mr. Jones, un secuaz del Dr. No que fue enviado a recoger a 007 en el Aeropuerto Palisadoes.
- Yvonne Shima - Hermana Lily, una guardia de la prisión que trabaja en la guarida del Dr. No.
- Michel Mok - Hermana Rose, otra guardia que trabaja en la guarida del Dr. No.
- Marguerite LeWars - Annabel Chung, Una fotógrafa y una de las operativas del Dr. No que sigue a Bond.
- Louis Blaazer - Pleydell-Smith, Secretario de Gobierno de Jamaica en Kingston.
- Timothy Moxon - John Strangways, el jefe de la estación de Kingston de MI6, asesinado por los secuaces del Dr. No, los 'Tres ratones ciegos'.
  - La voz de Moxon fue doblada por Robert Rietti.[1] Ni Moxon ni Rietti fueron acreditados.
- Dolores Keator - Mary Trueblood, secretaria de Strangways, asesinada también por los secuaces del Dr. No, los 'Tres ratones ciegos'.
  - La voz de Keator fue doblada también por Nikki van der Zyl.[1] Ni Keator ni van der Zyl fueron acreditadas.

Otros miembros incluyen a Lester Pendergast como el amigo de Quarrel, Puss Feller, William Foster-Davis como el Super-intendente Duff, Dolores Keator como Mary Trueblood, la asistente personal de Strangways y Anthony Chinn como Chen, uno de los técnicos del Dr. No, suplantado por Bond. Byron Lee and the Dragonaires aparecen como ellos mismos y Milton Reid, quién más tarde aparecería en La espía que me amó aparece como uno de los guardias de Dr. No.

## Producción
En verano de 1958, Ian Fleming y su amigo Ivar Bryce comenzaron a contemplar la posibilidad de llevar al cine las novelas de Bond. En otoño del mismo año, Bryce presenta a Fleming al joven escritor y director Kevin McClory y los tres, junto a Ernst Cuneo, formaron la asociación Xanadú Productions, nombrada en honor a la casa de Bryce en las Bahamas, pero jamás plasmada como compañía. En mayo de 1959 Fleming, Cuneo, McClory y Bryce tuvieron su primera reunión en casa de Bryce en Essex y posteriormente en casa de McClory en Londres donde escribirían los primeros borradores de la historia que sería Operación Trueno.
El guion terminado debía ser llevado a la pantalla por Kevin McClory; sin embargo, este acababa de fracasar económicamente con una película, El niño y el puente. Esto trajo complicaciones para encontrar la financiación adecuada para la película. En la biografía de Fleming escrita por John Pearson, La vida de Ian Fleming, se dice que McClory había visitado a Fleming en "Goldeneye", la mansión de este en Jamaica, donde Fleming explicó a McClory su intención de ceder el guion a MCA (Corporación Musical de América), recomendando que fuese McClory el productor de la película.
Unos meses más tarde, sin embargo, Fleming conoció a Harry Saltzman a quien vendió los derechos de sus libros (tanto los ya publicados como los siguientes de la serie, con la única excepción de Casino Royale, cuyos derechos ya habían sido vendidos a otros productores) inicialmente sin poner en marcha el proyecto. Por otro lado Albert R. Broccoli quiso comprar los derechos a Saltzman a lo que este se negó pero aceptó asociarse con Broccoli para llevar al cine las novelas de Bond. Sin embargo, varios estudios de Hollywood rechazaron producir las películas, considerándolas "muy británicas" y "descaradamente muy sexuales". Eventualmente fueron autorizados por United Artists para producir Dr. No para que fuese estrenada en 1962. Saltzman y Broccoli para ello crearon Danjaq, que administraría los derechos de las novelas, y Eon Productions que se encargaría de producir las películas. La sociedad entre Broccoli y Saltzman culminó en 1975 tras las tensiones entre ambos productores tras el rodaje de The Man with the Golden Gun y la venta de los derechos de Saltzman a Broccoli.
Inicialmente, Broccoli y Saltzman querían producir la octava novela de Bond, Operación Trueno de 1961, como primera película, pero había una disputa legal en curso entre el coautor del guion, Kevin McClory, e Ian Fleming. Como resultado, Broccoli y Saltzman eligieron Dr. No: el momento fue apropiado, con afirmaciones de que las pruebas de cohetes estadounidenses en Cabo Cañaveral habían tenido problemas con cohetes que se desviaban.
Los productores consideraron a Guy Green, Guy Hamilton, Val Guest y Ken Hughes para dirigir la película pero todos ellos declinaron la oferta. Finalmente Terence Young aceptó dirigirla debido a su relación laboral con Broccoli en su otrora productora Warwick Films. Los productores sintieron en Young el desafío de plasmar la esencia real de Bond y el director le impuso un estilo que se usaría después en las secuelas de la naciente saga. Young a su vez decidió inyectarle humor, considerando él "un montón de cosas en ésta película, el sexo y violencia y si se jugaba fuerte a) sería objetable y b) Sería incensurable".
United Artists financió la película ofreciendo solamente 1 millón de dólares pero su división británica dio 100.000 dólares para la escena del clímax final en el que explota el complejo del Dr. No. Como resultado de un bajo presupuesto solo un editor de sonido fue contratado (por lo general se contratan dos para efectos de sonido y diálogos), y muchos elementos de escenario fueron hechos de modo barato y económico, la oficina de M teniendo pinturas pintadas en cartón y una de las puertas hechas en plástico emulando cuero, la habitación en la que Dent se reúne con el Dr. No costando solo £745 en construirse, y el acuario del Dr. No hecho con imágenes de peces dorados. El director de arte Ken Adam después diría al diario británico The Guardian en 2005:

El presupuesto para el Dr. No era menos de $ 1M para toda la película. Mi presupuesto era de 14.500 £. Llené tres escenarios en Pinewood llenos de sets mientras filmaban en Jamaica. No era un verdadero acuario en el apartamento de Dr. No. Fue un desastre que le diga la verdad porque teníamos tan poco dinero. Decidimos utilizar una pantalla de proyección trasera y obtener algunas imágenes población de peces. Lo que no nos dimos cuenta fue porque no tienen mucho dinero, el único metraje que se podía comprar era de peces dorados de colores de tamaño, así que tuvimos que agrandar el tamaño y poner una línea en el diálogo con Bond hablando de la ampliación . No vi ninguna razón por la cual el Dr. No, no debería tener el buen gusto por lo mezclamos muebles y antigüedades contemporáneas. Pensamos que sería divertido para él tener un poco de arte robado, así que utilizamos Retrato del Duque de Wellington de Goya, que todavía sigue desaparecida. Agarré una diapositiva de la Galería Nacional - esto fue el viernes, las grabaciones comenzaron el lunes - y pinté un Goya durante el fin de semana. Era bastante bueno, así que lo usaron con fines publicitarios, pero, al igual que el real, que fue robado mientras estaba en exhibición.

### Guion
Broccoli contrató originalmente a Richard Maibaum y a su amigo Wolf Mankowitz para escribir el guion original de Dr. No, en parte por la ayuda de Mankowitz por intermediación entre Broccoli y Saltzman. Un primer borrador del guion fue rechazado porque los guionistas habían hecho que el villano, Dr. No, fuese un mono. Mankowitz dejó la película, y luego Maibaum llevó a cabo una segunda versión, más en consonancia con la novela. Mankowitz llegó a tener su nombre quitado de los créditos después de verlos, ya que temía que la película sería un desastre. Johanna Harwood y el escritor de suspenso Berkely Mather trabajaron en el guion de Maibaum y Terence Young describió a Harwood como un doctor de guion quien ayudó a poner los elementos más en sintonía con un carácter británico. Harwood tuvo una entrevista en in especial de Cinema Retro acerca del rodaje de la película donde ella había sido guionista de varios proyectos de Harry Saltzman; y declaró ser suyos los guiones de Dr. No y el suyo escrito para From Russia with Love siendo muy fieles a las novelas de Fleming.
Durante los más de 50 años de la saga sólo unas pocas de las películas han permanecido sustancialmente fiel a sus materiales de base; Dr. No tiene muchas similitudes con la novela y sigue su trama básica, pero hay algunas omisiones notables. Los elementos principales de la novela que faltan en la película incluyen la lucha de Bond con un calamar gigante, y el escape del complejo del Dr. No usando Bond el vehículo buggy Dragón. Elementos de la novela que se han cambiado de manera significativa para la película incluyen el uso de una (no venenosa) tarántula en lugar de un ciempiés; el complejo secreto del Dr. No tiene como fachada una mina de bauxita en lugar de una cantera de guano; el plan del Dr. No de interrumpir los lanzamientos espaciales de la NASA desde Cabo Cañaveral con el uso de un rayo radial en lugar de interrumpir las pruebas de misiles de Estados Unidos en islas turcas; la muerte del Dr. No por ebullición en el sobrecalentamiento del refrigerante del reactor tras caer en él en lugar de ser sepultado bajo de una rampa de guano, y la introducción de SPECTRE, una organización ausente del libro.
Componentes ausentes de la novela, pero añadidos a la película incluyen la introducción del personaje de Bond en un casino de juego, la introducción de novia semi-regular de Bond Sylvia Trench, una escena de lucha con un chofer enemigo, una escena de lucha que presenta a Quarrel, la seducción de la señorita Taro, del recurrente aliado y amigo de Bond en la CIA Felix Leiter; y el profesor Dent, socio criminal del Dr. No y el controvertido asesinato a sangre fría de Bond de este personaje.
A veces, los episodios de la novela retenido en la narrativa de la película alterada introducen elementos del absurdo en la trama. El "escape" de Bond desde su celda a través del conducto de aire, por ejemplo, concebido originalmente como un ardid de Dr. No de poner a prueba la habilidad y la resistencia de Bond, se convierte en una auténtica ruptura en la película. Características heredadas de la novela como la carrera de obstáculos, sin embargo, como el torrente de agua y la superficie de escaldado, no tienen ninguna justificación lógica en la secuencia de comandos. Tales incongruencias se repetirían en posteriores películas de James Bond.

### Casting

#### James Bond
Los productores solicitaron que Cary Grant interpretase a Bond pero fue descartado ya que el actor se había comprometido a interpretar el personaje en una película cuando deseaban que el actor estuviera en la saga. Richard Johnson fue la primera elección del director pero rechazó el papel porque ya tenía un contrato con MGM y tenía la intención de irse.  Otro actor muy considerado fue Patrick McGoohan por su personaje del espía John Drake en la serie de televisión Danger man pero rechazó también el papel ya que lo consideraba un personaje "demasiado promiscuo". Otro actor muy considerado fue David Niven, quien interpretaría al personaje en la parodia Casino Royale de 1967.
Hubo muchas historias apócrifas sobre el actor deseado en opinión del mismo Ian Fleming, entre ellas que Fleming tenía como actor preferido a Richard Todd. En su autobiografía Cuando la nieve se derrite Cubby Broccoli declaró que Saltzman había considerado a Roger Moore para el papel pero considerado en su momento como "muy joven, tal vez algo bonito". En su autobiografía My word is my Bond, Moore declaró que los productores no le ofrecieron el papel hasta la preproducción de Vive y deja morir en 1973. Moore protagonizó la serie El Santo estrenada por primera vez el 4 de octubre de 1962, curiosamente un día antes del estreno de Dr. No.
Finalmente los productores contrataron a un fisicoculturista de 30 años llamado Sean Connery. A menudo se informó que Connery ganó el papel a través de un concurso creado para "encontrar a James Bond". Si bien esto no es cierto, el concurso en sí existía y seis finalistas fueron elegidos y probados en pantalla por Bróccoli, Saltzman, y Fleming. El ganador del concurso fue un modelo de 28 años de edad, llamado Peter Anthony, que, de acuerdo con Broccoli, tenía una cualidad cercana a Gregory Peck, pero fue incapaz de tomar el papel. Cuando Connery fue invitado a reunirse los productores apareció desaliñado y con la ropa sin planchar, pero Connery "fue puesto a actuar y valió la pena", como él actuó en la reunión; con una actitud de macho, diablo-poder-cuidado. Cuando se fue al final de la jornada tanto Saltzman como Broccoli lo observaron a través de la ventana mientras se dirigía a su coche, ambos concordaron en que él era el hombre adecuado para interpretar a Bond. Después de que Connery fuese escogido, Terence Young llevó al actor con su sastre y su peluquero y lo presentó a la alta sociedad; casinos, restaurantes y mujeres de Londres. En palabras del escritor Raymond Benson, Young educó al actor; "En las formas de ser apuesto, ingenioso, y sobre todo, fresco".

#### Casting secundario
Una vez decidido el actor principal, se buscó a un intérprete capaz de encarnar con propiedad al malo de la historia, el siniestro Doctor No. Fleming propuso a su amigo Noel Coward y cuentan que, cuando al actor ocasional le ofrecieron el papel, este respondió rápida y contundentemente en un telegrama: "Querido Ian, la respuesta a Doctor No es ¡no!, ¡no!, ¡no!". En su defecto Fleming consideró a su primo lejano el actor Christopher Lee. No obstante se necesitaba a alguien que pudiera aterrar con su sola presencia. El personaje debía medir más de dos metros, ser oriental y utilizar dos enormes garfios por manos; por tanto, la elección eliminaba a muchos posibles aspirantes. Tanto es así que el primer esbirro de SPECTRE estuvo a punto de no tener apariencia humana, ya que se pensó en que lo encarnase un mono amaestrado, pero al final los productores decidieron confiar el papel al veterano Joseph Wiseman, un sobrio actor secundario de rostro siniestro y voz de ultratumba, decisión tomada en el momento en que Fleming había sugerido a Lee para el papel aunque Lee interpretaría al villano Francisco Scaramanga en The man with the golden gun. Harry Saltzman había elegido a Wiseman luego de su interpretación en la película Brigada 21 y al actor se le proporcionó el maquillaje para poder aparentar la ascendencia china del personaje. Wiseman se entregó de tal manera a su personaje que llegó a pasar varios días en un hospital rodeado de pacientes con prótesis con el fin de acostumbrarse a utilizar las manos metálicas que iba a llevar en la película.
El tercer pilar del reparto, la "chica Bond", se pensó antes en Julie Christie pero se la descartó al no ser suficientemente voluptuosa. Pero apenas dos semanas antes del inicio del rodaje el papel cayó en manos de una actriz de veinticinco años más conocida por su matrimonio con John Derek que por sus trabajos cinematográficos: Ursula Andress. Fue precisamente su marido quien la convenció para que interpretara el personaje de Honey Ryder, definido por el autor de la novela como la "parte trasera de una Venus de Botticelli". Para aparentar el origen jamaiquino del personaje se sometió a maquillaje bronceado pero por su marcado acento suizo su voz fue doblada por Nikki van der Zyl.
Para el rol de Félix Leiter se escogió al actor Jack Lord. Pese a ser la primera película donde Bond y Leiter se conocen curiosamente aunque Leiter no aparece en la novela original. Leiter luego regresaría para las futuras secuelas de la saga incluyendo en 'reboot' Casino Royale en 2006 donde se conocerían una vez más como la primera vez. Fue la única aparición de Lord como Leiter ya que exigió subir sus honorarios por la aparición de su nombre en los anuncios de cine en el momento del regreso de su personaje en la secuela Goldfinger por lo que fue reemplazado.
El elenco se completó con otros actores que serían populares en los años posteriores, varios de ellos como los fieles colaboradores del más frío agente secreto de la historia; Bernard Lee como M, director de MI6 durante 10 películas de la saga; Lois Maxwell como Miss Moneypenny, secretaria de M durante 14 películas. Lee fue escogido por ser el "prototipo de figura paternal"  y Maxwell escogida por aprobación del mismo Fleming aunque a Maxwell se le ofreció el personaje de Sylvia Trench además del de Moneypenny aunque Maxwell descartó ser Trench considerándola que tenía muy inmodesta forma de vestirse y muy sexual. Eunice Grayson casteó como Sylvia Trench y se planeó que fuese una novia recurrente de Bond por seis películas pero solo apareció en Dr. No y su secuela From Russia with Love. Grayson había sido escogida por Young luego de haber trabajado con él en la película Zarak diciéndole Young "Tú siempre me has traído buena suerte en mis películas" además que Grayson ganó el papel por su figura voluptuosa. Por otro lado Peter Burton fue el encargado de dar vida, respectivamente, al "Mayor Boothroyd" de la división Q de MI6, pero al no estar disponible en su secuela fue reemplazado por Desmond Llewelyn.
El reparto se completó con Anthony Dawson en el papel del Profesor Dent tras haber conocido a Terence Young siendo actor de teatro en Londres, pero durante el tiempo del rodaje en la película Dawson trabajaba como piloto fumigador en Jamaica. Dawson curiosamente interpretaría a Ernst Stavro Blofeld, cabecilla principal de la organización criminal SPECTRE en las secuelas From Russia with Love y Thunderball sin mostrar su rostro pero su voz doblada por el actor austriaco Eric Pohlmann. Zena Marshall, quien interpreta a Miss Taro en la película describió su personaje como "ésta atractiva sirenita, al mismo tiempo fui la espía, una mala mujer" y cuando Young le ofreció el papel ella afirmó "no es china, sino mitad atlántica con la que los hombres sueñan pero no es real". Curiosamente el papel de Miss Taro se le ofreció a Margaret LeWars, Miss Jamaica en 1961 que trabajaba en el aeropuerto de Kingston, y rechazó el papel ya que requirió estar "envuelta en una toalla, acostada en una cama, besando a un hombre extraño", por lo que Young le daría el papel de la fotógrafa contratada por el Dr. No.

## Rodaje
El nacimiento cinematográfico del agente 007 tuvo lugar el 26 de febrero de 1962 en los Estudios Pinewood, de Londres, donde se rodaron todos los interiores. Con un menguado presupuesto de un millón de dólares, los productores hicieron auténticos prodigios para que su obra pareciese más costosa.
Se filmaron los exteriores en los lugares más exóticos de Jamaica donde Fleming tenía por entonces fijada su segunda residencia, lo que facilitó mucho las cosas, puesto que el autor conocía perfectamente la isla y tenía listas todas las localizaciones posibles para la cinta:
- La Playa de Laughing Water
- El pantano de Falmouth y
- El aeropuerto de Kingston

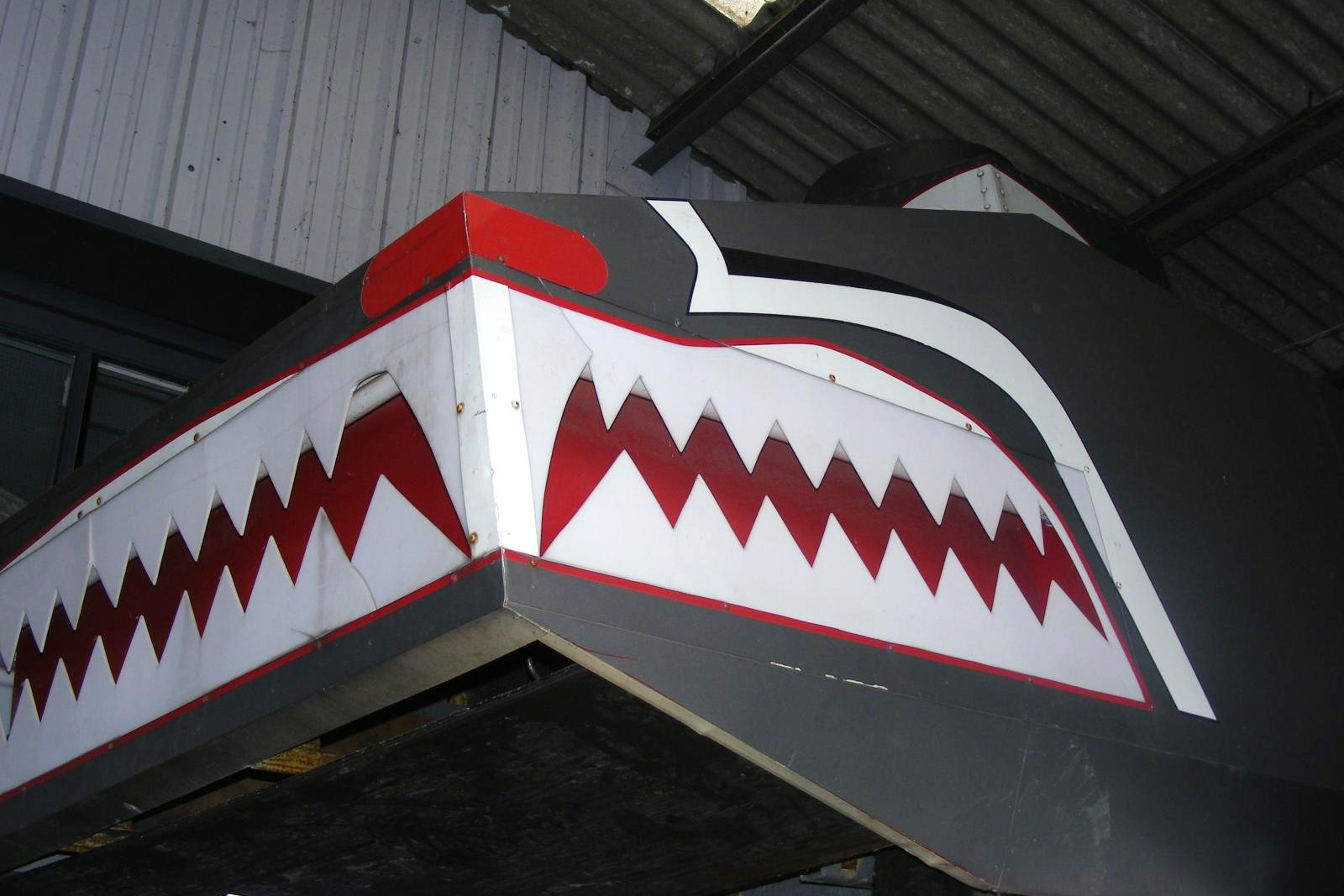
Vehículo dragón usado en la película.

La filmación en Jamaica comenzó el 16 de enero de 1962, cuyas escenas en exteriores fueron realizadas por un no acreditado Syd Cain como director de arte quien también diseño el vehículo 'Dragón'  Varias escenas se rodaron en algunos predios de Goldeneye, la casa de Fleming quien con varios amigos visitó el rodaje de la película. Las grabaciones se alargaron en Oracabessa con algunas adicionales en Port Royal, Palisadoes strip y la Parroquia de Saint Andrew. La producción tuvo que pausarse debido a un cambio de tiempo en Jamaica dejando aún varias escenas sin filmarse. El rodaje se reanudó en los estudios Pinewood con escenarios diseñados por Ken Adam, incluidos los interiores de la base del Dr. No, su ducto de ventilación y los interiores del cuartel de la Inteligencia Británica. El estudio desde entonces se usaría para la mayoría de las películas de la saga. La escena del casino al principio de la película se rodó en el club "Les Ambassadeurs"que hoy todavía existe, y es uno de los casinos más exclusivos de Londres. El club por sí mismo es un set diseñado por Adam, que luego fue reutilizado como la oficina Pleydell-Smith.
Aunque los productores se excedieron bastante de lo presupuestado, 100.000 dólares, que entonces era una cifra alarmante, el rodaje transcurrió sin muchos incidentes. El presupuesto usado por Adam fue de  £14,500 (£278,974 en 2016) pero los productores fueron convencidos de dar a Adam £6,000 más para otras finanzas. Después de 58 días de filmación, la fotografía principal fue adicionada el 30 de marzo de 1962.
La escena en la que la tarántula colocada por el Profesor Dent camina sobre Bond fue grabada fijando una cama a la pared y teniendo a Sean Connery en su papel. El director Young se sintió disgustado con el resultado de la grabación de la escena ya que Connery sufre aracnofobia, así que la escena de la araña se hizo en un principio con un cristal en medio. Pero como se notaba demasiado, se lo tuvo que sustituir por un especialista llamado Bob Simmons Simmons quien no fue acreditado en la película describió la escena como "la más aterradora hecha por un especialista". Una escena del libro colocaba a Honey Rider siendo torturada estando ella atada junto a varios cangrejos, pero el cambio de tiempo hizo que los cangrejos en Jamaica se congelaran por lo que el cambio de ambiente a Pinewood hizo también cambiar la escena en la que Honey sería lentamente ahogada. El especialista Simmons hizo su propia coreografía durante las escenas de lucha empleando un estilo de lucha áspera. La notoria violencia de la película incluyendo la escena en la que Bond asesina a sangre fría a Dent después de agotar su arma provocó que la British Board of Film Classification presionase a los productores a que la película fuese considerada de 'Clasificación A' permitiendo en cierta manera que los menores de edad viesen la película bajo acompañamiento de un adulto.
La escena en la que Bond y Honey cenarían con el Dr. No, Bond se sorprende al ver el retrato del Duque de Wellington pintado por Goya. La pintura original fue robada de la National Gallery en Londres por un ladrón principiante de 60 años poco antes de iniciar el rodaje. Ken Adam contactó a la National Gallery para obtener una diapositiva del cuadro, sacando así una copia pintada durante todo un fin de semana para el rodaje que comenzó el lunes
El editor Peter Hunt usó una técnica innovadora de edición, con amplio uso de cortes rápidos, y empleando una cámara de movimiento rápido y exagerados efectos de sonido en las escenas de acción. Hunt afirmaría que su intención era "actuar con rapidez e impulso a lo largo de todo el tiempo, mientras que le da un cierto estilo", y añadiendo que el ritmo rápido podría ayudar al público no nota ningún problema de escritura. Como artista para los títulos principales se designó a Maurice Binder quien además de crear los créditos iniciales y los finales, tuvo como idea incluir una secuencia que se usaría posteriormente en las secuelas de la saga; la secuencia "gunbarrel" (famosa escena inicial del cañón de la pistola). Binder diseñó el "gunbarrel" en el último minuto, apuntando con una cámara estenopeica totalmente en sepia a través de un cañón de pistola real y el actor en la secuencia no es Connery, sino el especialista Bob Simmons. Connery no rodó él mismo esta secuencia hasta Operación Trueno (1965). Binder diseñó también una secuencia con mucho estilo, lo que se convertiría en tradición en las demás películas de la saga. El presupuesto de Binder para el rodaje de sus secuencias fue de £2,000 (£38,479 en 2016).

### El laboratorio del Dr. No
El fastuoso laboratorio submarino del siniestro villano ocupaba un plató de más de 5000 metros. Fue construido intentando dar visos científicos y realistas a unos aparatos e instalaciones de los que bien poco se sabía en aquella época, alquilando algunos cuadros de mandos y paneles a empresas británicas de investigación por valor de 275.000 dólares.
Trabajar en él era tan complicado y peligroso que hubo que contratar a un grupo especial de técnicos de laboratorio muy experimentados para que supervisaran las secuencias.

### Presentación de James Bond
El personaje de James Bond se presenta en el inicio (no directamente) en la famosa "secuencia del club nocturno con Sylvia Trench" , lo que sería su "inmortal presentación". Dicha presentación del personaje en el club Le Cercle at Les Ambassadeurs, un lujoso club de juego, se deriva en verdad de la presentación de Bond en la novela original Casino Royale, lo cual incluyó Fleming porque "habilidad en el juego y el conocimiento de cómo comportarse en un casino se ve ... como atributos de un caballero". Después de perder una mano en el Bacará ante Bond, Trench se presenta dando su nombre y pide saber por el de él. Allí es el "gesto más importante [en] ... la forma en que se enciende el cigarrillo antes de darle la satisfacción de una respuesta. "Bond, James Bond" Una vez Connery afirmó acerca de la característica frase con el tema de James Bond de Monty Norman como fondo musical "y crea un vínculo indisoluble entre la música y el carácter". En esta corta secuencia en la que Bond se presenta, ahí se presenta con "cualidades de fuerza, acción, reacción, la violencia - y este elegante jugador, poco brutal con la mueca burlona que vemos ante nosotros que responde a una mujer cuando está bien y listo."  Raymond Benson autor de la continuación de las novelas de Bond ha declarado que a medida que la música se desvanece en la escena, "nosotros tenemos una pieza de cine clásico".
Posteriormente al estreno de Dr. No, la frase "Bond, James Bond" se ha convertido en el latiguillo que ha entrado en el léxico de la cultura popular, los escritores dijeron que la presentación en Dr. No ha sido "la más significativa presentación que se convertiría en la más famosa y jamás amada línea de una película". En 2001, fue votado como la "línea mejor amada en la historia del cine" por los asistentes al cine británico. En 2005, fue honrado como la más destacada frase número 22 en la historia del cine por la American Film Institute como parte de las Mejores 100 frases en la historia del Cine

## Temas
La película introdujo muchos de los temas y características además asociados con el suave y sofisticado agente secreto, el distintivo tema sonoro de James Bond, la secuencia gunbarrel (cañón de pistola), su inicial junta con M para la asignación de su misión, las chicas Bond, estrechos escapes, la organización criminal SPECTRE, su característica pistola Walther PPK, su suerte y habilidades en combate, su licencia para matar, sus ambiguos sobre-ambiciosos villanos, secuaces y aliados. Muchas características serían introducidas en sus posteriores secuelas además de probar sus característicos Vodka Martinis, "agitado no revuelto".
Dr. No establece temas recurrentes y asociadamente repetidos (en este caso el Proyecto Mercury) entre Bond y los programas espaciales- lo cual sería repetido con el Proyecto Gemini en Solo se vive dos veces, el Proyecto Apollo en Diamonds Are Forever y el transbordador espacial en Moonraker, otras que no hacen una directa alusión; GoldenEye, El mañana nunca muere y Die Another Day.

## Estreno y recepción

### Promoción

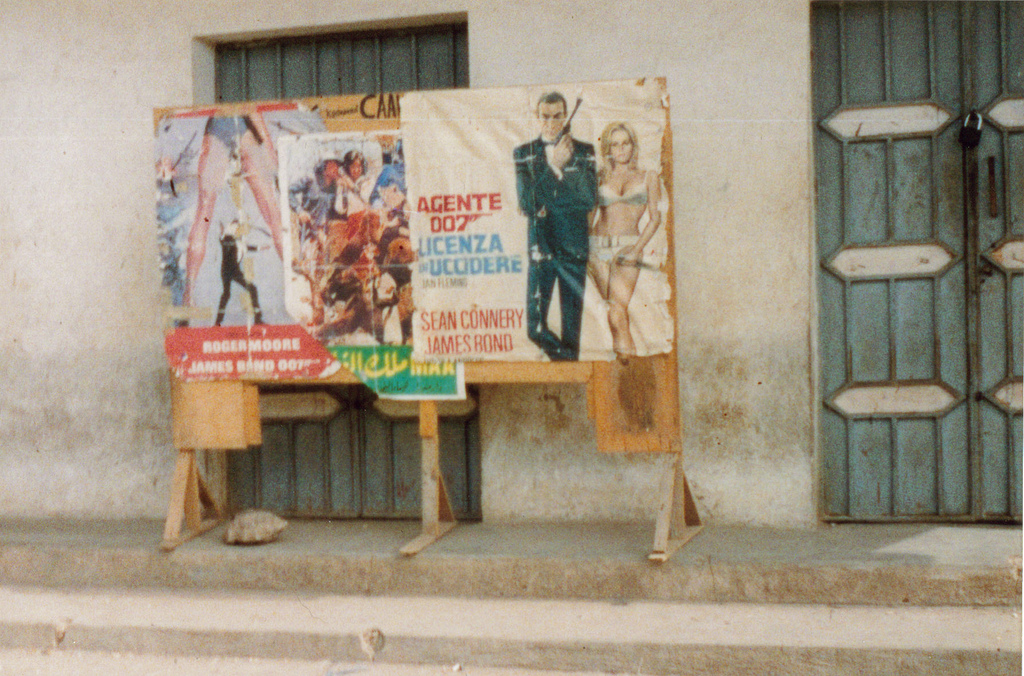
Afiche publicitario de la película.

A finales de 1961, United Artists inició una campaña de marketing para hacer de James Bond un nombre conocido en América del Norte. Los periódicos recibieron una caja con los libros de Bond, así como un folleto que detallaba al personaje de Bond y una foto de Ursula Andress. Eon y United Artists hicieron acuerdos de licencia que giran en torno a los gustos del personaje, teniendo vínculos de comercialización con empresas de bebidas, tabaco, ropa masculina y automóviles. La campaña también se centró en el nombre de Ian Fleming debido al pequeño éxito de los libros. Después de que la película tuviese una acogida exitosa en Europa, Sean Connery y Terence Young hicieron una gira por Estados Unidos en marzo de 1963, que contó con vistas previas de la película y conferencias de prensa. Culminó con un estreno muy publicitado en Kingston, donde se desarrolla la mayor parte de la película. Parte de la campaña enfatizó el atractivo sexual de la película, con el arte del cartel, de Mitchell Hooks, que representa a Sean Connery y cuatro mujeres con poca ropa. La campaña también incluyó el logo 007 diseñado por Joseph Caroff con una pistola como parte de los siete.
La película tuvo su estreno mundial en el London Pavilion, el 5 de octubre de 1962, expandiéndose al resto del Reino Unido tres días después. El estreno estadounidense el 8 de mayo de 1963 fue más discreto, con 450 cines en las regiones Medio Oeste y Suroeste de Estados Unidos. El 29 de mayo se estrenó tanto en Los Ángeles como en la ciudad de Nueva York, en la primera como doble programa con The Young and the Brave y el último en el tratamiento "Premiere Showcase" de United Artists, proyectado en 84 pantallas en toda la ciudad para evitar los costosos cines de Broadway.

### Críticas
Tras su liberación , el Dr. No  recibió una recepción crítica mixta. La revista Time llamó a Bond un "bribón" y "un gran malvavisco peludo" que "casi siempre se las arregla para parecer un poco tonto". Stanley Kauffmann en The New Republic dijo que sentía que la película "nunca decide si es suspenso o suspenso-parodia". Tampoco le gustaba Connery ni las novelas de Fleming. La Iglesia Católica condenó la película describiéndolo como "una peligrosa mezcla de violencia, vulgaridad, sadismo y sexo", mientras que el Kremlin dijo que Bond era la personificación del mal capitalista; ambas controversias ayudaron a aumentar la conciencia pública de la película y una mayor asistencia al cine. Sin embargo, Leonard Mosely en The Daily Express dijo que la película es divertida en todos los sentidos, e incluso el sexo es inofensivo ", mientras que Penélope Gilliatt en The Observer dijo que estaba "lleno de autoparodia sumergida". Los críticos de The Guardian llamaron a la película "nítido y bien diseñado" y "un thriller pulcro y apasionante".
En los años que siguieron a su lanzamiento, la película se hizo más popular. Escribiendo en 1986, Danny Peary describió a la película como una "adaptación ingeniosamente concebida del divertido thriller de espías de Ian Fleming;... Picture has sex, violence, wit, terrific action sequences, and colorful atmosphere ... Connery, Andress, and Wiseman all give memorable performances.como una "adaptación ingeniosamente concebida del divertido thriller de espías de Ian Fleming. Hay un tramo lento en el medio y al Dr. No le vendría bien un secuaz decente, pero por lo demás, la película funciona de maravilla ". Al describir la película como un tipo diferente de película ", Peary señala que" Mirando hacia atrás, uno puede entender por qué causó tanto entusiasmo ".
En 1999, obtuvo el lugar 41 en la Las 100 mejores películas británicas del siglo XX lista copilada por el British Film Institute. La serie '100 Years' del American Film Institute de 2005 también reconoció al personaje del propio James Bond en la película como el la tercera mejor película heroica. También fue colocado en el número once en una lista similar por la revista Empire. La revista Premiere también coloca a Bond como el quinto mayor personaje de la película de todos los tiempos. Variety apuntó con mucha perspicacia: "Los aficionados al cine tenemos Bond para rato. No se llevará ningún Oscar, pero fans entusiasmados los tendrá a miles".
En el sitio web de reseñas Rotten Tomatoes, la película tiene una calificación de "Fresco certificado" del 95% basado en 58 reseñas, con una calificación promedio de 9.23 / 10. El consenso crítico de los sitios dice: "Con mucho humor, acción y emociones escapistas por las que la serie sería conocida, 'Dr. No' 'inicia la franquicia Bond con estilo".

### Reacción popular
En el Reino Unido, en 168 cines , Dr. No  recaudó $ 840,000 en solo dos semanas y terminó siendo la quinta película más popular del año allí. Los resultados de taquilla en Europa continental también fueron positivos. La película terminó recaudando 6 millones de dólares, lo que la convirtió en un éxito financiero en comparación con su presupuesto de 1 millón. La taquilla originalmente en Estados Unidos obtuvo 2 millones de dólares, aumentando a 6 millones después de su primera reedición en 1965, como un largometraje doble con "From Russia with Love". La siguiente reedición fue en 1966 emparejada con Goldfinger, para compensar el hecho de que la siguiente película de Bond solo saldría el año siguiente. El total bruto de la película terminó siendo $ 59,6 millones en todo el mundo, IGN la cataloga como la sexta mejor película de Bond de la historia, Entertainment Weekly la colocó en el séptimo lugar entre las películas de Bond, y Norman Wilner de MSN como la vigésima mejor. El sitio Agregador de reseñas Rotten Tomatoes muestreó 56 reseñas y calificó el 95% de las reseñas como positivas. El presidente John F. Kennedy era fanático de las novelas de Ian Fleming y solicitó una muestra privada de  Dr. No  en la Casa Blanca.
En 2003, la escena de Ursula Andress saliendo del mar en bikini blanco encabezó la lista de Channel 4 de las cien escenas más sexys de la historia del cine. El bikini se vendió en 2001 en una subasta por 61.500 dólares. Entertainment Weekly e IGN la clasificaron primero en una lista de las diez mejores "chicas Bond".

## Banda sonora
Monty Norman fue invitado para escribir la banda sonora ya que Broccoli admiraba su trabajo luego de ver la producción teatral Belle de 1961 , un musical sobre el asesino Hawley Harvey Crippen. Norman era ocupado con musicales, y sólo aceptó hacer la música para la película luego de que Saltzman le permitiera viajar con todo el equipo de producción a Jamaica. La más famosa composición en la banda sonora fue el conocido como "tema de James Bond", la cual es escuchada en la secuencia del gunbarrel y de los créditos principales mezclado a un calypso sobre los mismos títulos principales, y fue totalmente escrita por Norman basándose en una composición previa. John Barry, quien luego sería elegido para dirigir las bandas sonoras de 11 de las películas de la saga, arregló el tema de Bond, pero no fue acreditado, excepto por el mérito de su orquesta tocando la última pieza. A veces se ha sugerido que Barry, no Norman, compuso el "tema de James Bond". Este argumento ha sido objeto de dos casos judiciales, el más reciente en 2001, que encontró a favor de Norman. El tema, escrito por Norman y arreglado por Barry, fue descrito por otro compositor de la película de Bond, David Arnold, como "vibración de bebop-swing junto con esa guitarra eléctrica viciosa, oscura y distorsionada, definitivamente un instrumento de rock 'n' roll... representaba todo sobre el personaje que querrías: era arrogante, fanfarrón, confiado, oscuro, peligroso, sugestivo, sexy, imparable, y lo hizo en dos minutos." Igualmente la banda sonora en su mayoría tiene canciones de estilo jamaicano acorde al lugar en donde se desarrolla la película.
La música para la escena de apertura es una versión de calypso de la canción infantil "Three Blind Mice" ("Tres ratones ciegos") con nuevas letras para reflejar las intenciones de los tres asesinos contratados por el Dr. No. Otros temas destacados en la película son "Jump Up," tocada en el fondo, y el calypso jamaicano tradicional "Under the Mango Tree," famosa canción interpretada por Diana Coupland (en aquel entonces esposa de Norman), la voz de Honey Ryder al cantar, en la famosa escena cuando sale del océano en Crab Key. Byron Lee & the Dragonaires aparecieron en la película y realizaron algo de la música en el posterior álbum de la banda de sonido. Lee y otros músicos jamaicanos que aparecen en la banda sonora, incluyendo a Ernest Ranglin y Carlos Malcolm, fueron presentados a Norman por Chris Blackwell, el propietario de la pequeña subsidiaria musical Island Records quien trabajó en la película como explorador de locaciones. El álbum de la banda sonora original fue estrenado por United Artists Records en 1963 así como muchas versiones en cover de "tema de James Bond" en Columbia Records. Un sencillo de "James Bond Theme" entró en el Singles Chart del Reino Unido en 1962, alcanzando una posición máxima del número trece durante once semanas en las listas. Ranglin, que había actuado como arreglista en varias pistas, y Malcolm demandó a Eon por los honorarios no pagados, tanto la solución fuera de la corte; Malcolm y su banda actuaron un año después en el estreno de la película en Kingston.
Otras piezas instrumentales de la pèlicula corren a cargo de John Barry que aparece como no acreditado en la película.
1. James Bond Theme
2. Kingston Calypso
3. Jamaican Rock
4. Jump Up
5. Audio Bongo
6. Under The Mango Tree
7. Twisting With James
8. Jamaica Jazz
9. Under The Mango Tree
10. Jump Up
11. Dr. No's Fantasy
12. Kingston Calypso
13. The Island Speaks
14. Under The Mango Tree
15. The Boy's Chase
16. Dr. No's Theme
17. James Bond Theme
18. Love At Last

## Adaptación al cómic
Aproximadamente en el momento del estreno de la película en octubre de 1962, se publicó en el Reino Unido una adaptación del guion de cómic, escrita por Norman J. Nodel, como parte de la serie antólogica de Classics Illustrated. Más tarde fue reimpreso en los Estados Unidos por DC Comics como parte de su serie antológica Showcase, en enero de 1963. Esta fue la primera aparición en un cómic estadounidense de James Bond y es notable por ser un ejemplo relativamente raro de un cómic británico que se reimprime en un cómic estadounidense de bastante alto perfil. También fue uno de los primeros cómics en ser censurado por motivos raciales (algunos tonos de piel y diálogos se cambiaron para el mercado estadounidense).

## Legado
La película sería la primera de las 25 películas de James Bond producidas por Eon, que han recaudado poco más de $ 5 mil millones solo en ingresos de taquilla, convirtiendo a la serie fílmica en una con las mayores recaudaciones. Se estima que desde la película, una cuarta parte de la población mundial ha visto al menos una película de "Bond". La película también lanzó un género exitoso de películas de "agentes secretos" que floreció en la década de 1960. La Asociación de Distribuidores de Cine del Reino Unido ha declarado que la importancia de la película se puede exagerar "a la industria cinematográfica británica", ya que ésta, y la subsiguiente serie de películas "Bond", "forman la columna vertebral de la industria".
Dr. No – y todas las películas de Bond en general – también inspiró el estreno televisivo, con la serie de NBC The Man from U.N.C.L.E., que fue descrita como la "primera imitación de televisión en red" de Bond.
El estilo de las películas de Bond, derivado en gran parte del diseñador de producción Ken Adam, es uno de los sellos distintivos de la serie de películas de Bond. y el efecto de su trabajo en la guarida del Dr. No se puede ver en otra película en la que trabajó; Dr. Strangelove or: How I Learned to Stop Worrying and Love the Bomb.
Como primera película de la serie, varios de los elementos de Dr. No contribuyeron a películas posteriores, incluidas "Tema de James Bond" de Monty Norman y la secuencia del cañón de la pistola de Maurice Binder, cuyas variantes aparecieron en películas posteriores. Estas convenciones también fueron satirizadas en películas de parodia, como la saga de Austin Powers. Las primeras películas de parodia ocurrieron relativamente poco después de Dr. No, con la película de 1964 Carry On Spying mostrando al villano Dr. Crow siendo superado por agentes que incluían a Charlie Bind (Charles Hawtrey) andy Daphne Honeybutt (Barbara Windsor).
Las ventas de las novelas de Fleming aumentaron drásticamente después del lanzamiento de Dr. No y las películas posteriores. En los siete meses posteriores al  Dr. No , se vendieron 1,5 millones de copias de la novela. Las ventas mundiales de todos los libros de "Bond" aumentaron a lo largo de la década de 1960 cuando Dr. No y las películas posteriores - From Russia with Love y Goldfinger – fueron editadas: en 1961 se vendieron 500.000 libros, que se elevaron a seis millones en 1964 y siete millones en 1965. Entre los años 1962 a 1967, se vendieron un total de casi 22,8 millones de novelas de Bond.
La película influyó en la moda femenina, con el bikini usado por Ursula Andress demostrando ser un gran éxito: "no solo hizo que las ventas de trajes de baño de dos piezas se dispararan, también convirtió a Andress en una celebridad internacional". La propia Andress reconoció que "el bikini me convirtió en un éxito. Como resultado de protagonizar 'Dr. No' 'como la primera chica Bond, tuve la libertad de elegir mis roles futuros y ser económicamente independiente". Se ha afirmado que el uso del traje de baño en  Dr. No  supuso "el mayor impacto en la historia del bikini".

### Día mundial de James Bond
El 5 de octubre de 2012, cincuenta años después del estreno de la película, Eon Productions celebró el "Día Mundial de James Bond", una serie de eventos en todo el mundo. Los acontecimientos incluyeron un festival de la película de las demostraciones de las películas de James Bond, un documental de la serie, una subasta en línea para la caridad y más acontecimientos en el Museo de Arte Moderno y el Festival Internacional de Cine de Toronto. Un concierto de música variada se llevó a cabo en Los Ángeles conjuntamente con el acontecimiento de Nueva York. Ese día también vio el lanzamiento de Skyfall, la canción del tema de la película 2012 de James Bond del mismo nombre; La canción fue lanzada a las 0:07 hora británica.

### Imágenes de la película

#### Tráiler
- Tráiler de Dr. No en YouTube.

#### Secuencias
- Títulos de crédito de Maurice Binder en YouTube.
- Primera aparición de James Bond en el cine en YouTube.
- Primera persecución automovilística de Bond en YouTube.
- Mítica secuencia en la que Ursula Andress sale del mar en YouTube.
- Aparición del Dr. No en su refugio en YouTube. Permite apreciar el diseño de decorados de Ken Adam.
- Bond destruye por primera vez la guarida de un archivillano en YouTube.

### Otros
- Dr. No en Internet Movie Database (en inglés).
- Dr. No en FilmAffinity.
- Dr. No en Rotten Tomatoes (en inglés).
- Dr. No en AllMovie (en inglés).
- Dr. No en Metacritic (en inglés).
- Crítica de Agente 007 contra el doctor No por Moebius
- Tema musical de Monty Norman en YouTube.
- Versión sinfónica del tema musical de Dr. No en YouTube.
- Imágenes de Sylvia Trench, primera chica Bond en Dr. No y Desde Rusia con amor, en YouTube.
- Documental Analyzing James Bond 007. 1: Dr. No en YouTube (en inglés).
- Agente 007 contra el Dr. No en Archivo 007.

- Datos: Q102754
- Multimedia: Dr. No / Q102754